# Psychotria conglobatioides
Psychotria conglobatioides är en måreväxtart som beskrevs av Seymour Hans Sohmer. Psychotria conglobatioides ingår i släktet Psychotria och familjen måreväxter. Inga underarter finns listade i Catalogue of Life.